# Subbiano
Subbiano is een gemeente in de Italiaanse provincie Arezzo (regio Toscane) en telt 5838 inwoners (31-12-2004). De oppervlakte bedraagt 78,2 km², de bevolkingsdichtheid is 75 inwoners per km².

## Demografie
Subbiano telt ongeveer 2277 huishoudens. Het aantal inwoners steeg in de periode 1991-2001 met 23,5% volgens cijfers uit de tienjaarlijkse volkstellingen van ISTAT.
| Jaar | Inwoneraantal |
| ---- | ------------- |
| 1991 | 4442          |
| 2001 | 5485          |

## Geografie
De gemeente ligt op ongeveer 266 m boven zeeniveau.
Subbiano grenst aan de volgende gemeenten: Anghiari, Arezzo, Capolona, Caprese Michelangelo, Castel Focognano, Chitignano, Chiusi della Verna.